# 余姚市阳明中学
余姚市阳明中学是浙江省宁波余姚市的一所著名初级中学（初中）。
学校以明朝大儒王阳明命名。王阳明也是余姚人。学校位于浙江省宁波余姚市舜水北路29号。校训为“知行合一”（源自王阳明的学术思想，参见“阳明学”）。校风是“文明、求是、进取”。 
余姚市阳明中学创建于1987年8月，初名余姚市新建中学，因王阳明被封为“新建伯”，身后又被封为“新建侯”。1993年，经余姚市政府批准，中学改为现名，以王阳明命名。